# Comuna Veremiivka, Semenivka
Veremiivka (în ucraineană Вереміївка) este o comună în raionul Semenivka, regiunea Poltava, Ucraina, formată din satele Karpîha și Veremiivka (reședința).

## Demografie
Componența lingvistică a comunei Veremiivka
     Ucraineană (96,15%)
     Rusă (3,5%)
     Alte limbi (0,09%)
Conform recensământului din 2001, majoritatea populației comunei Veremiivka era vorbitoare de ucraineană (96,15%), existând în minoritate și vorbitori de rusă (3,5%).